# 면심 입방 격자

면심 입방 격자 구조

면심 입방 격자(面心立方格子, Face Centered Cubic lattice ; FCC)은 입방체의 각 꼭짓점과 각 면의 중심에 1개씩의 원자가 배열된 결정 구조이다. 원자 충진율은 약 74%이고, 원자가 없는 빈 공간은 26%이다. 이 빈 공간에는 탄소 원자가 들어갈 공간이 있다.

## 결정구조
- Al, Fe(v,감마), Ni, Cu, Pt, Au, Pb, Ag, Ca (전연성 풍부, 가공이 매우 우수, 용융점이 낮다.)

## 같이 보기
- 체심 입방 격자
- 조밀 육방 격자